# Schwa (Hebräisch)
Das hebräische Schwa (hebräisch שְׁוָא [ʃva]), manchmal auch Schewa geschrieben, dargestellt durch zwei übereinander stehende Punkte unter einem Konsonanten, ist Teil des Niqquds im hebräischen Alphabetsystem. Im heutigen Hebräisch wird es entweder /⁠e⁠/ ausgesprochen, genauer: [e̞] (nach dem Konsonanten, unter dem es steht), oder es wird gar nicht ausgesprochen. In der traditionellen hebräischen Sprachwissenschaft hingegen bezeichnet „Schwa“ einige grammatische Entitäten, die jeweils mit der heutigen Aussprache nicht mehr übereinstimmen (siehe Tabelle).
| Aussprache des Schwa im modernen Hebräisch →                                                                                                 | Schwas, die den Vokal [e̞] bezeichnen | Schwas, die den Vokal [e̞] bezeichnen | Schwas, die die Abwesenheit eines Lautes bezeichnen (∅) | Schwas, die die Abwesenheit eines Lautes bezeichnen (∅) |
| Traditionelle Klassifizierung ↓ | Schwas, die den Vokal [e̞] bezeichnen | Schwas, die den Vokal [e̞] bezeichnen | Schwas, die die Abwesenheit eines Lautes bezeichnen (∅) | Schwas, die die Abwesenheit eines Lautes bezeichnen (∅) |
| --- | ------------------------------------ | ------------------------------------ | ------------------------------------------------------- | ------------------------------------------------------- |
| Schwa quiescens * | קִמַּטְתְּ הִתְמוֹדַדְתְּ                         | [ki'mate̞t] [hitmo̞'dade̞t]             | קִפַּלְתְּ הִתְמַתַּנְתְּ                                             | [ki'pal∅t] = [ki'palt] [hitma'tan∅t] = [hitma'tant]     |
| Schwa mobile | שָׁדְדוּ לְאַט                             | [ʃade̞'du] [le̞'at]                    | שָׂרְדוּ זְמַן                                                | [sar∅'du] = [sar'du] [z∅man] = [zman]                   |
| * Alle Schwas in den Wörtern קִמַּטְתְּ und הִתְמוֹטַטְתְּ sind Schwas quiescentes; trotzdem wird das Schwa unter dem Buchstaben ט als /e/ ausgesprochen. |                                      |                                      |                                                         |                                                         |

## Traditionelle Zuordnung
Traditionell werden Schwas in den meisten grammatischen Vorkommnissen entweder als „Schwa quiescens“ (hebräisch „Schwa Nach“) oder als „Schwa mobile“ (hebräisch „Schwa Na“) bezeichnet, in wenigen Fällen werden sie „schwebendes Schwa“ (hebräisch „Schwa Merachef“) genannt, und in Bezug auf die tiberiensische Aussprache (von etwa 700 bis 1500 n. Chr.) werden manche Schwas als „Schwa Ga’ja“ zugeordnet.

### Schwa mobile
Schwa mobile (hebräisch שוא נע Schwa Naʿ, deutsch bewegtes Schwa) wird in der traditionellen hebräischen Sprachwissenschaft als Indikator für einen in der Grundform eines Wortes existierenden und durch Flexion kurz gewordenen Vokal betrachtet und wird entweder als das Phonem /ə/ oder /ĕ/ umschrieben (die Umschreibung /ə/ kann im Zusammenhang mit dem Neuhebräisch jedoch irreführen, da im Neuhebräischen [[Mittlerer Zentralvokal|der Vokal ə]] nicht existiert). Die Begriffe „mobile“ und „bewegt“ als Übersetzungen von hebräisch naʿ sind üblich; treffender wäre wohl „vokalisch“, weil im Hebräischen das Wort תנועה tenuʿa („Bewegung“) aus der gleichen Wurzel wie naʿ gleichzeitig „Vokal“ bedeutet.
Ein Schwa mobile wird als solches erkannt, wenn es den folgenden Kriterien entspricht:
1. wenn es unter dem ersten von zwei identischen Buchstaben steht,
2. wenn es unter dem ersten Buchstaben eines Wortes steht,
3. wenn es das zweite von zwei Schwas ist, die unter zwei nebeneinander stehenden Buchstaben stehen, außer am Wortende,
4. wenn es unter einem Buchstaben steht, vor dem ein „großer Vokal“ steht (Qamatz, Tzere, Chiriq Male, Cholam oder Schuruq),
5. wenn es unter einem Buchstaben steht, der mit einem Dagesch Chasaq markiert ist (Geminationspunkt).

Ein Schwa mobile diktiert bestimmte grammatische Regeln, zum Beispiel: Wenn nach einem Schwa mobile einer der Buchstaben ב ,ג ,ד ,כ ,פ ,ת steht, darf dieser Buchstabe nicht mit einem Dagesch Qal markiert werden.

### Schwa compositum
Schwa compositum (hebräisch חטף Chataf, deutsch meist Chataf) ist eine Variante des Schwa mobile, die unter den
Buchstaben א ,ה ,ח ,ע (den Kehllauten) verwendet wird, um anzuzeigen, dass das Schwa auf jeden Fall und in jeder Variante des Hebräischen gesprochen wird und in welcher Vokalfärbung. Es besteht aus einem Schwa und links davon einem der Vokalzeichen Patach (für a), Segol (für e) oder Kamaz (für o). – In Unicode sind diese kombinierten Vokalzeichen jeweils nur ein Zeichen im Bereich U+05B1 bis U05B3.

### Schwa quiescens
Schwa quiescens (hebräisch שוא נח Schwa Nach, deutsch ruhendes Schwa) bezeichnet in der traditionellen hebräischen Sprachwissenschaft den Silbenschluss unter Abwesenheit eines Vokals. Dieses Schwa wird nicht gesprochen. Außer in wenigen Ausnahmefällen wird jedes Schwa, das nicht den obengenannten Erkennungskriterien für das Schwa mobile entspricht, als Schwa quiescens klassifiziert. Ein Schwa quiescens diktiert bestimmte grammatische Regeln, zum Beispiel: Wenn nach einem Schwa quiescens einer der Buchstaben ב ,ג ,ד ,כ ,פ ,ת steht, muss dieser Buchstabe mit einem Dagesch Qal markiert werden.

### Schwa medium
Schwa medium (hebräisch שוא מרחף Schwa Merachef, deutsch schwebendes Schwa) ist ein Schwa bei einem Konsonanten nach einem „kleinen Vokal“ – so dass es nach den oben genannten Erkennungskriterien ein Schwa quiescens wäre –, das aber nicht eine geschlossene Silbe abschließt. Das ist dann der Fall, wenn sich ein Präfix nicht mit dem nachfolgenden Konsonanten zu einer Silbe verbindet, und in einigen Fällen auch dann, wenn gegenüber der Grundform des Wortes durch Flexion ein Vokal durch das Schwa ersetzt wurde. Obwohl das schwebende Schwa wie das Schwa quiescens Lautlosigkeit repräsentiert, wird ein auf dieses Schwa folgender Begadkefat nicht mit einem Dagesch lene (siehe dort auch Regeln mit Beispielen) markiert.

### Schwa Gaʿja
Schwa Gaʿja bezeichnet ein Schwa, das unter einem Buchstaben vorkommt, der mit dem Kantillationszeichen „Gaʿja“ (oder „Meteg“) markiert ist, und infolgedessen den Status eines „vollen Vokals“ hat, im Gegensatz zum Schwa mobile, das als „sehr kleiner Vokal“ gilt (Heb. „Tnuʿa Chatufa“), zum Beispiel: Das Schwa im Wort בְּהוֹנוֹת „Zehen“ wäre normalerweise ein Schwa mobile und würde ein /ĕ/ repräsentieren; wenn aber, wie hier: , der Anfangsbuchstabe ב mit dem Kantillationszeichen „Gaʿja“ markiert wird, wird das Schwa zu einem Schwa Gaʿja und wird /o/ ausgesprochen.

## Heutige Aussprache
Im heutigen Hebräisch wird das Schwa entweder als /e/ oder ∅ (gar nicht) ausgesprochen. Es wird nie als [ə] (das phonetische Schwa) ausgesprochen (der Vokal [ə] existiert im modernen Hebräisch nicht).
Ein Schwa wird in folgenden Fällen als /e/ ausgesprochen:
1. wenn es unter dem ersten von zwei Buchstaben steht, die den gleichen Konsonanten repräsentieren, zum Beispiel שָׁכְחוּ /ʃaχeˈχu/ „sie haben vergessen“, מוֹטַטְתְּ /moˈtatet/ „du (f.) hast [etwas] zum Zusammenbrechen gebracht“
2. wenn es unter dem ersten Buchstaben eines Wortes steht und der erste Buchstabe י /j/, ל /l/, מ /m/, נ /n/ oder ר /r/ ist, zum Beispiel נְמָשִׁים /nemaˈʃim/ „Sommersprossen“
3. wenn es unter dem ersten Buchstaben eines Wortes steht und der zweite Buchstabe א /ʔ/, ה /h/ oder ע /ʕ/ oder /ʔ/ ist, zum Beispiel בְּהִירוּת /behiˈrut/ „Klarheit“
4. wenn es unter dem ersten Buchstaben eines Wortes steht und dieser Buchstabe eines der folgenden Morpheme repräsentiert: ב /be/ (bedeutet unter anderem „in“), ו /ve/ (unter anderem „und“), כ /ke/ (unter anderem „wie“ oder „ungefähr“), ל /le/ (unter anderem „zu“, Dativkonstruktion und Verbform im Infinitiv), ת /te/ als Zukunftsform-Indikator, zum Beispiel בְּרֵיחָהּ /berejˈχa/ „in ihrem Geruch“
5. (in nicht standardmäßiger Aussprache) wenn es den obigen Fällen entsprechend unter dem ersten Buchstaben eines Wortes als /e/ ausgesprochen würde und eines der oben genannten Morpheme ב /be/, ו /ve/, כ /ke/ oder ל /le/ zum Wortanfang angehängt wird (das heißt, in diesem Fall werden alle Schwas /e/ ausgesprochen), zum Beispiel *לְאֲרָיוֹת וְלְנְמֵרִים יֵשׁ פַּרְוָה */learaˈjot velenemerim/ „Löwen und Tiger haben ein Fell“, *וְכְּיְלָדִים שִׂחַקְנוּ בַּחוּץ */vekejelaˈdim/ „und als Kinder spielten wir draußen“
6. (meistens) wenn es unter einem nicht am Wortanfang stehenden Buchstaben steht und der Buchstabe direkt vor diesem Buchstaben ohne darauffolgenden Vokal ausgesprochen wird, zum Beispiel נִשְׁפְּכוּ /niʃpeˈχu/ „ergossen sich“

Ausnahmen:
- Das Schwa wird nie ausgesprochen, wenn es am Wortende steht: אָמַרְתְּ /aˈmartØ/ = /aˈmart/ „du (f.) sagtest“; „נֵרְדְּ“ /nerdØ/ = /nerd/ „Nardenöl“.
- Auch wenn das Schwa mitten im Wort steht, wird es manchmal nicht ausgesprochen, zum Beispiel אַנְגְּלִית /aŋgØˈlit/ = /aŋgˈlit/ „Englisch“, נַשְׁפְּרִיץ /naʃˈpØriʦ/ = /naʃˈpriʦ/ „wir werden anspritzen“.

## Notizen
1. ↑  Das gilt im heute verwendeten tiberiensischen System. Im palästinischen Niqqud-System, das Anfang des Mittelalters in Palästina verwendet wurde, war das Zeichen für ein Schwa Mobile ein „c“-ähnliches Zeichen über dem Konsonanten (hier mit dem Buchstaben ב: ), wobei es für ein Schwa quiescens kein Zeichen gab.
2. ↑  Quelle: Characterization and Evaluation of Speech-Reading Support Systems for Hard-of-Hearing Students in the Class von Becky Schocken; Faculty of Management, Tel-Aviv University, Department of Management and Economics, The Open University of Israel